# Садін Айїлдиз
Садін Айїлдиз (10 лютого 1974, Елязиг) — турецький дипломат. Генеральний консул Туреччини в Одесі (Україна) (з 2018).

## Життєпис
Народився 10 лютого 1974 році в місті Елязиг. У 1992 році закінчив факультет політичних наук університету Анкари. Вільно володіє англійською та російською мовами.
З 1997 року на дипломатичній роботі в Міністерстві закордонних справ Туреччини. Обіймав посади в департаменті Центральної Азії, посольстві Туреччини в Узбекистані;
У 2005—2008 рр. — другий секретар постійної місії Туреччини при установах ООН у Відні.
У 2008—2011 рр. — перший секретар посольства Туреччини в РФ;
У 2011—2016 рр. — генеральний консул Туреччини в Алмати (Казахстан);
У 2016—2018 рр. — генеральний консул Туреччини в Роттердамі (Нідерланди);
З 15 серпня 2018 року — Генеральний консул Туреччини в Одесі (Україна).